# Astraeus Airlines
Astraeus Airlines è stata una compagnia aerea britannica con sede a Crawley in Inghilterra. Nel maggio del 2008, Astraeus ha cambiato il proprio modello di business e ha cessato a tempo pieno il servizio charter e pianificazione di volo per concentrarsi unicamente sulle attività di sub-locazione. Astraeus forniva aeromobili in tutto il mondo per soddisfare esigenze a breve e lungo termine, leasing, wet lease. La base principale era l'Aeroporto di Londra-Gatwick. Astraeus prende il nome dal dio greco del crepuscolo.
Astraeus forniva anche servizi ad hoc a una grande varietà di clienti come ad esempio società sportive, militari e di governo.
Astraeus Limited deteneva una licenza del Regno Unito per l'aviazione civile di tipo A, con la quale è consentito trasportare passeggeri, merci e posta su aeromobili con 20 o più posti. È entrata in amministrazione controllata il 21 novembre 2011 cessando le operazioni lo stesso giorno.

## Storia
Astraeus ha iniziato le operazioni charter nel 2002 con dei Boeing 737. La flotta è stata ampliata nel 2004 per includere dei Boeing 757.
Astraeus è l'unica compagnia aerea del Regno Unito ad operare per la Guinea Equatoriale e il primo operatore ad adottare un Boeing 757 nella località sciistica francese di Chambéry. Astraeus vola regolarmente verso destinazioni in Africa come Freetown (Sierra Leone), Guinea Equatoriale (Malabo e Bata), Algeria (Hassi Messaoud), Ungheria (Budapest) e Kazakistan (Uralsk).
Entro il 2008 la flotta era cresciuta con due Boeing 737-300, due Boeing 737-700 e cinque Boeing 757-200.
La flotta è cresciuta ancora con l'aggiunta di un Boeing 737-500 e di un altro 737-700. Un Airbus A320 è stato consegnato nel mese di ottobre 2009.
Astraeus è controllata al 100% da HF Eignarhaldsfelagid Fengur, un gruppo islandese che possiede anche Iceland Express.
Il 22 novembre 2011 è stato dichiarato lo stato di insolvenza della società.

## Flotta
La Flotta Astraeus era composta dai seguenti aeromobili:

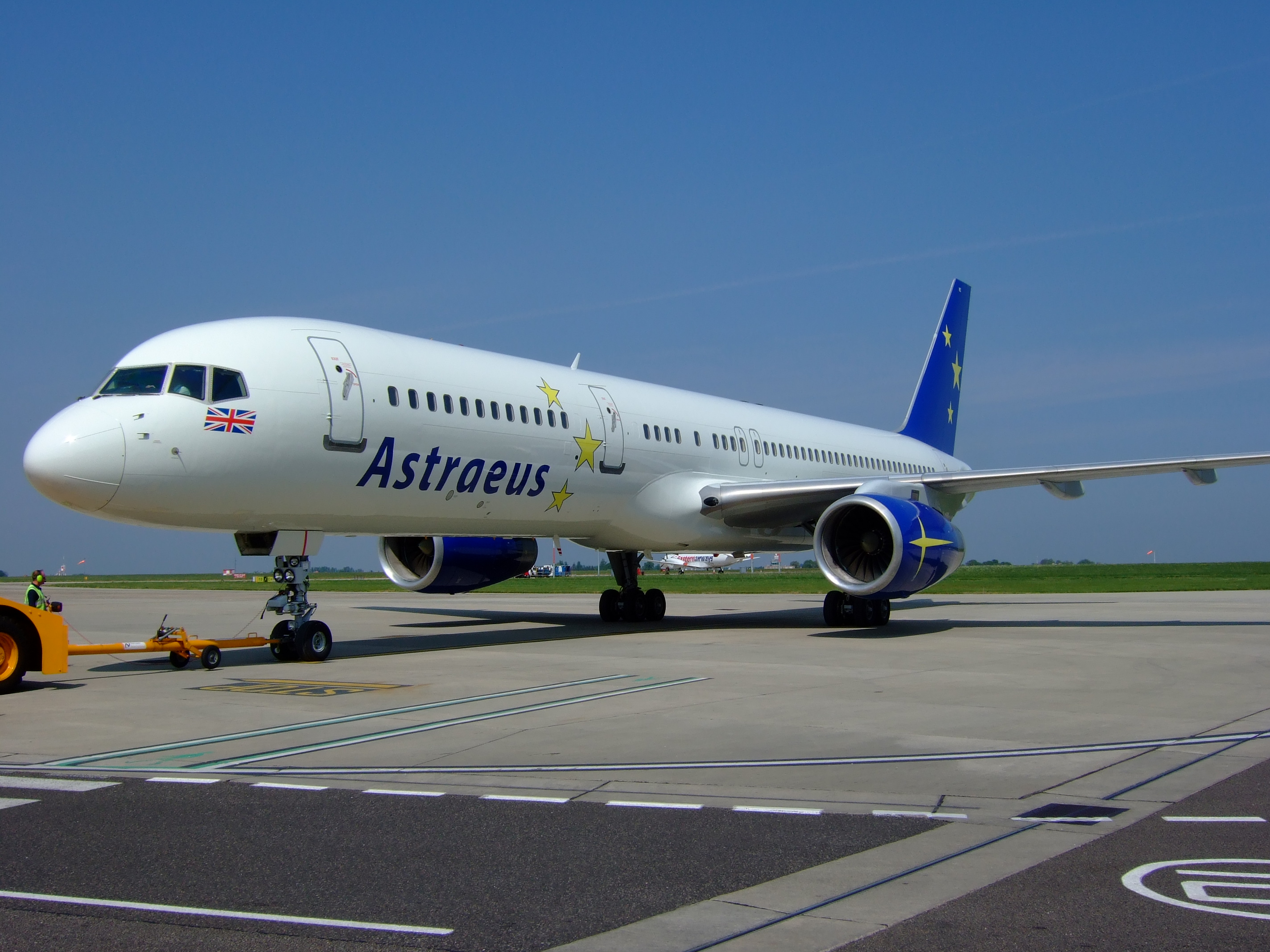
Boeing 757-200 di Astraeus

- 1 Airbus A320-200
- 2 Boeing 737-300
- 1 Boeing 737-500
- 2 Boeing 737-700
- 5 Boeing 757-200

## Astraeus e gli Iron Maiden
Bruce Dickinson, cantante del gruppo heavy metal Iron Maiden, è stato un pilota oltre che direttore commerciale di Astraeus e volava regolarmente per i clienti ACMI con un Boeing 757.
Gli Iron Maiden hanno commissionato un 757 ad Astraeus per gli spostamenti per il loro Somewhere Back in Time World Tour del 2008; il velivolo, soprannominato Ed Force One, è stato riconfigurato Combi, ridipinto con una livrea Iron Maiden ed è stato utilizzato dalla band fino al 28 maggio 2008. Lo stesso aereo (G-OJIB) è stato usato di nuovo per la seconda tappa del Somewhere Back in Time Tour nel 2009. L'aereo ha avuto un ruolo importante sul premiato documentario degli Iron Maiden Flight 666, che è stato visto nelle sale cinematografiche in 42 paesi il 21 aprile 2009 (il "Maiden Day") e pubblicato in DVD e Blu-ray nel giugno 2009. L'aereo è stato impiegato anche per le date del 2011 del The Final Frontier World Tour.